# Toyota Pixis Space
Toyota Pixis Space — автомобиль японской компании Toyota, является ребеджинговой версией Daihatsu Move Conte. Относится к категории кей-каров.
Выпускается с сентября 2011 года по настоящее время. Собирается на заводе Daihatsu Motor Kyushu Co., Ltd в городе Накацу.

## Технические характеристики
В настоящее время 5-дверный автомобиль Toyota Pixis Space выпускается в двух кузовах, это DBA-L575A и DBA-L585A. С сентября 2011 по апрель 2012 года также выпускался в кузовах CBA-L575A (переднеприводная версия) и в кузове CBA-L585A (полноприводная версия). Вес автомобиля составляет 830—930 килограмм в зависимости от комплектации.
Силовая установка — это 3-цилиндровый 12-клапанный бензиновый двигатель фирмы Daihatsu, объёмом 658 см³. Модель двигателя KF, мощность 52 лошадиные силы (64 л.с. для версий с турбонаддувом). Расход топлива составляет 27,6 км/л для версий с атмосферным двигателем и передним приводом, для полноприводных 25,0 км/л, для версий с турбонаддувом 23,0 км/л. Атмосферные двигатели оснащены системой рециркуляции выхлопных газов и системой DVVT (Dynamic variable valve timing), имеющее сходство с VVT-i.

## Экология
Автомобили с передним приводом оборудованы системой Eco-Idle, разработанной компанией Daihatsu. Данная система позволяет автоматически останавливать двигатель, когда скорость автомобиля становится меньше 7 км/ч. В апреле 2012 года данная система получила некоторое улучшение, благодаря чему двигатель стал останавливаться при скорости менее 11 км/ч. Двигатель автоматически запускается, когда водитель отпускает педаль тормоза, либо давит на неё сильнее. Данная система не работает при частых отключениях-включениях (например в плотном городском потоке), во время парковки и когда уклон дороги составляет более 10%.